# Vatnssteinafellstindur
Vatnssteinafellstindur är en bergstopp i republiken Island. Den ligger i regionen Austurland, 300 km öster om huvudstaden Reykjavík. Toppen på Vatnssteinafellstindur är 816 meter över havet, eller 136 meter över den omgivande terrängen. Bredden vid basen är 1,1 km.
Trakten runt Vatnssteinafellstindur är nära nog obefolkad, med mindre än två invånare per kvadratkilometer. Det finns inga samhällen i närheten. Trakten runt Vatnssteinafellstindur består i huvudsak av gräsmarker.